# Čugajevova eliminace
Čugajevova eliminace je organická reakce, při níž dochází k eliminaci vody z alkoholu za vzniku alkenu, přičemž je meziproduktem xantát. Objevil ji v roce 1899 ruský chemik Lev Alexandrovič Čugajev.
V prvním kroku se reakcí alkoxidu se sirouhlíkem (CS2) vytvoří xantátová sůl. Po přidání jodmethanu se alkoxid přemění na methylxantát.
Za teploty okolo 200 °C vzniká vnitromolekulární eliminací alken. V šestičlenném cyklickém meziproduktu se odštěpí vodík z uhlíkového atomu v poloze β vůči xantátovému kyslíku a dojde k syn-eliminaci. Vedlejší produkt se pak rozkládá na karbonylsulfid (OCS) a methanthiol.
Čugajevova eliminace má podobný mechanismus jako jiné tepelné eliminační reakce, jako jsou Copeova reakce a pyrolýza esterů. Xantáty se obvykle eliminují při 120 až 200 °C, zatímco estery zpravidla vyžadují teploty od 400 do 500 °C, aminoxidy reagují mezi 80 a 160 °C.